# Brent Haygarth
Marius Barnard (Durban, 27 de diciembre de 1967) es un exjugador de tenis sudafricano, especializado en dobles. Durante su carrera, ganó seis títulos en dobles y fue finalista en seis más. Su mayor número en la lista ATP fue la posición 40 en 1999. Es hijo del tenista Renée Schuurman.

## Palmarés
Ganador (6)
| Leyenda                |
| Grand Slam (0)         |
| Tennis Masters Cup (0) |
| ATP Masters Series (0) |
| ATP Tour (6)           |

| N.º | Fecha | Torneo           | Superficie    | Pareja               | Oponentes en la final         | Resultado     |
| --- | ----- | ---------------- | ------------- | -------------------- | ----------------------------- | ------------- |
| 1.  | 1994  | Sun City         | Dura          | Marius Barnard       | Ellis Ferreira Grant Stafford | 6-3 7-5       |
| 2.  | 1995  | Los Ángeles      | Dura          | Kent Kinnear         | Scott Davis Goran Ivanišević  | 6–4, 7–6      |
| 3.  | 1996  | Bermuda          | Tierra batida | Jan Apell            | Pat Cash Patrick Rafter       | 3–6, 6–1, 6–3 |
| 4.  | 1996  | Bologna, Italia  | Tierra batida | Christo van Rensburg | Karim Alami Gábor Köves       | 6–1, 6–4      |
| 5.  | 1998  | Atlanta, EE. UU. | Tierra Batida | Ellis Ferreira       | Alex O'Brien Richey Reneberg  | 6–3, 0–6, 6–2 |
| 6.  | 1999  | Basilea, Suiza   | Moqueta       | Aleksandar Kitinov   | Jiří Novák David Rikl         | 0–6, 6–4, 7–5 |

Finalista (6)
| Leyenda                |
| Grand Slam (0)         |
| Tennis Masters Cup (0) |
| ATP Masters Series (0) |
| ATP Tour (6)           |

| N.º | Fecha | Torneo                  | Superficie    | Pareja         | Oponentes en la final              | Resultado     |
| --- | ----- | ----------------------- | ------------- | -------------- | ---------------------------------- | ------------- |
| 1.  | 1992  | Florencia               | Tierra batida | Royce Deppe    | Marcelo Filippini Luiz Mattar      | 4–6, 7–6, 4–6 |
| 2.  | 1997  | Zagreb, Croacia         | Moqueta       | Mark Keil      | Saša Hiršzon Goran Ivanišević      | 4–6, 3–6      |
| 3.  | 1998  | San Petersburgo, Rusia  | Moqueta       | Marius Barnard | Nicklas Kulti Mikael Tillström     | 6–3, 3–6, 6–7 |
| 4.  | 1999  | St. Poelten, Austria    | Tierra batida | Robbie Koenig  | Andrew Florent Andrei Olhovskiy    | 7–5, 4–6, 5–7 |
| 5.  | 1999  | Nottingahm, Inglaterra  | Hierba        | Marius Barnard | Patrick Galbraith Justin Gimelstob | 7–5, 5–7, 3–6 |
| 6.  | 2001  | Costa Do Sauipe, Brasil | Dura          | Gastón Etlis   | Enzo Artoni Daniel Melo            | 3–6, 6–1, 6–7 |